# ʸ
Cette page contient des caractères spéciaux ou non latins. S’ils s’affichent mal (▯, ?, etc.), consultez la page d’aide Unicode.
ʸ, appelée y en exposant, y supérieur ou lettre modificative y, est un graphème utilisé dans l’écriture du comox et du popoluca de Texistepec, et est utilisé comme symbole dans certains notations phonétiques, comme certaines versions de l’alphabet phonétique américaniste ou certaines notations dérivées de l’alphabet phonétique international. Il est formé de la lettre y mise en exposant.

## Utilisation
L’y en exposant est utilisé dans plusieurs notations phonétiques américanistes pour indiquer la palatalisation de la consonne qui le précède.
Dans l’alphabet phonétique international, J. M. Stewart a utilisé l’y en exposant pour représenter la labialisation et palatalisation de la consonne précédente. Depuis 1989, le ɥ en exposant ‹ ᶣ › est le symbole de l’alphabet phonétique international pour indiquer la labialisation de consonne palatale ou de consonne palatalisées.
Jeffrey Heath utilise le g en exposant dans le digramme ‹ nʸ › pour noter la consonne nasale palatale [ɲ] dans l’orthographe nunggubuyu.

## Représentations informatiques
La lettre modificative y peut être représenté avec les caractères Unicode suivants (Alphabet phonétique international) :
| formes       | représentations | chaînes de caractères | points de code | descriptions                    | note                                                        |
| ------------ | --------------- | --------------------- | -------------- | ------------------------------- | ----------------------------------------------------------- |
| modificative | ʸ               | ʸ                     | U+02B8         | lettre modificative minuscule y | codé pour le symbole phonétique américaniste, variante de ʲ |